# Аревик (област Ширак)
Вижте пояснителната страница за други значения на Аревик.
Аревик (на арменски: Արևիկ) е село и община в Армения, област Ширак. Според Националната статистическа служба на Армения през 2012 г. общината има 1803 жители.

## Демография
Броят на населението в годините 1831 – 2004 е както следва: